# 秋冷铁路
秋冷铁路是中国黑龙江的一条国有铁路，连接伊春市市南岔区绥佳铁路浩良河站与秋冷站之间。全长 11.98公里。原为绥佳铁路的正线的一部分。秋冷站与上行方向的威岭站之间的线路紧旁着汤旺河左岸的河道，标高低，水患严重。1980年绥佳铁路的浩良河站-永林站-威岭站区间改线，改走汤旺河右岸。改线工程完成后，浩良河站与秋冷站之间的原有的老线改作亮子河发电厂专用线使用。 